# Николаенко, Василий Сидорович
Василий Сидорович Николаенко (24 августа 1909, поселок Каменское, теперь город Днепропетровской области — 1986, город Киев) — советский партийный деятель, председатель Львовского горисполкома, секретарь Дрогобычского обкома КПУ.

## Биография
Родился в семье рабочего. Трудовую деятельность начал в 1920 году.
Учился в Днепропетровском институте инженеров железнодорожного транспорта. Окончил Харьковский педагогический институт
Член ВКП(б) с 1931 года.
С 1934 года работал на партийной работе.
В 1941 году — секретарь Харьковского областного комитета КП(б)У.
Во время Великой Отечественной войны был эвакуирован в восточные районы СССР. Работал секретарем Омского областного комитета ВКП(б).
С февраля 1944 года — секретарь Волынского областного комитета КП(б)У.
В 1944—1947 годах — 3-й секретарь Львовского областного комитета КП(б)У.
С июля 1947 года — 1-й заместитель председателя исполнительного комитета Львовского городского совета депутатов трудящихся — исполняющий обязанности председателя исполнительного комитета Львовского городского совета.
В 1948—1951 годах — председатель исполнительного комитета Львовского городского совета депутатов трудящихся.
Затем работал инспектором ЦК КПУ.
23 июля 1955 — май 1959 г. — секретарь Дрогобычского областного комитета КП(б)У.
20 августа 1959 — март 1961 г. — председатель исполнительного комитета Львовского городского совета депутатов трудящихся.
В 1961—1984 годах — на руководящей работе в Укрглавкоммунснабе, во Всесоюзном научно-исследовательском и проектно-конструкторском институте нефтехимической промышленности (ВНИИпкнефтехим), в Украинском государственном проектно-конструкторском и научно-исследовательском институте нефти (УкргоспроНИИнефти) в городе Киеве.
С 1984 года — персональный пенсионер союзного значения в Киеве.
Умер в декабре 1986 года в Киеве.

## Награды
- орден Трудового Красного Знамени
- орден «Знак Почета»
- медали